# 298

## Nașteri
- dată necunoscută: Macarie Alexandrinul  (d. 395)